# Demografia do Saara Ocidental

Demografia de saara ocidental, Dados da FAO.

Em 2001, Saara Ocidental tinha 250.559 habitantes. A maioria dos 250.559 sarauís - incluindo os refugiados na Argélia constitui mistura de árabes e berberes, quase todos muçulmanos. Falam árabe, berbere e castelhano. Praticam a geomancia e veneram um grande número de forças sobrenaturais. A sociedade do Saara é essencialmente igualitária, não conhece outra autoridade para além da do chefe de família. As funções deste são principalmente sócio-religiosas. Não existe portanto uma estrutura de Estado.

## Grupos étnicos
Os grupos éticos consistem em dois grupos de populações árabes.
- Marroquinos: 200.000
- Sahrawis : 67.000[1]

Saara ocidental abriga também algunms poucos descendentes dos colonizadores hispânicos.

## Dados Gerais

### População
267.405 (Jul 2004 est.)

### estrutura etária
0-14 anos:
NA
15-64 anos:
NA
65 anos ou mais:
NA

### Taxa de crescimento
2.29% (2000 est.)

### Taxa de natalidade
45,07 nascimentos/1.000 habitantes (2000 est.)

### Taxa de mortalidade
16,11 mortes/1.000 habitantes (2000 est.)

### Taxa de migração
-6,05 migrante/1.000 habitantes (2000 est.)

### Taxa de mortalidade infantil
133,59 /1.000 nascimentos (2000 est.)

### Expectativa de vida ao nascer
população total:
50,81 anos
homens:
48,65 anos
mulheres:
51,33 anos (2000 est.)